# Cohenit
Cohenit là khoáng vật carbide sắt nguồn gốc tự nhiên với cấu trúc hóa học (Fe, Ni, Co)3C. Nó tạo thành một khoáng vật cứng, bóng, màu trắng bạc, được E. Weinschenk đặt tên năm 1889 theo tên nhà khoáng vật học người Đức Emil Cohen, người đầu tiên mô tả và phân tích vật liệu thu được từ vẫn thạch Magura tìm thấy gần Slanica, Žilina, Slovakia. Cohenit được tìm thấy trong các tinh thể hình que trong các vẫn thạch sắt.
Trên Trái Đất cohenit chỉ ổn định trong các loại đá được hình thành trong môi trường khử và chứa các trầm tích sắt tự nhiên. Các điều kiện như vậy tồn tại tại một số nơi mà magma nóng chảy xâm nhập các trầm tích than, như trên đảo Disco ở Greenland, hoặc tại Bühl gần Kassel ở Đức.
Các khoáng vật đi kèm gồm có sắt tự nhiên, schreibersit, troilit và wustit.
Các carbide sắt tương tự cũng có trong các hợp kim sắt kỹ thuật và được gọi là cementit.